# Gabriele Gravina
Gabriele Gravina (Castellaneta, 5 ottobre 1953) è un dirigente sportivo e banchiere italiano, dal 2018 presidente della Federazione Italiana Giuoco Calcio.

## Biografia
Originario di Castellaneta (TA), risiede a Sulmona (AQ), in Abruzzo. È laureato in Giurisprudenza presso l'Università degli Studi di Napoli Federico II.
Dal 14 dicembre 2018 è cittadino onorario di Castel di Sangro.

## Carriera
Gabriele Gravina si occupa di calcio dagli anni ottanta avviando attività imprenditoriali e dirigenziali nel settore. Dal 1984 al 2000 è proprietario della società calcistica del Castel di Sangro, insieme all'imprenditore pugliese Pietro Rezza, zio di sua moglie, ricoprendone la carica di presidente dal 1992 al 1996 e dal 1998 al 2000. In quel periodo, il sodalizio sportivo dell'omonima cittadina abruzzese, di circa 5 500 abitanti, balza agli onori della cronaca realizzando un vero e proprio «miracolo sportivo», in quanto conquista 6 promozioni nell'arco di tredici anni, compiendo una scalata dalla Seconda Categoria alle divisioni professionistiche e rimanendovi per sedici campionati, di cui due consecutivi in Serie B; Castel di Sangro rimane tuttora il più piccolo centro mai rappresentato da una squadra militante nella serie cadetta. Nello stesso periodo, Gravina è dapprima consigliere della Lega Professionisti Serie C, quindi consigliere federale della Federazione Italiana Giuoco Calcio.
Dal 1997 al 1999 è membro del consiglio di amministrazione della Cassa di Risparmio della provincia dell'Aquila. Dopo essere stato, per un biennio, membro della Commissione della UEFA per l'Assistenza Tecnica ed Amministrativa, negli anni duemila ricopre, in diversi periodi, la carica di capo delegazione della Nazionale Under-21, guidando gli azzurrini ai campionati europei del 2004, 2007 e 2009, oltre che ai giochi olimpici di Atene 2004 e Pechino 2008. Dal 2006 è membro del consiglio di amministrazione della Banca di Credito Cooperativo di Roma e dal 2007 è socio della Fondazione della Cassa di Risparmio della provincia dell'Aquila. Dal 2008 è inoltre docente, presso l'Università degli Studi di Teramo, dei corsi di Management Sportivo e di Organizzazione e gestione degli eventi sportivi.

### Presidente Lega Pro
Il 22 dicembre 2015 diventa presidente della Lega Italiana Calcio Professionistico, con 31 voti contro i 13 e i 7 riferiti, rispettivamente, agli sfidanti Raffaele Pagnozzi e Paolo Marcheschi, succedendo così nella carica a Mario Macalli. Viene confermato nell'incarico il 15 novembre 2016, con 55 preferenze, mentre l'avversario Alessandro Barilli ne riceve soltanto 3.

### Presidente FIGC
Dimessosi dalla carica di presidente della Lega Pro il 16 ottobre 2018, viene eletto presidente della Federazione Italiana Giuoco Calcio il 22 ottobre successivo, con il 97,2% dei voti, dopo che per poco più di 8 mesi la Federazione era stata guidata dal commissario straordinario Roberto Fabbricini, subentrato al presidente Carlo Tavecchio, dimessosi dopo la mancata qualificazione della nazionale italiana di calcio al mondiale del 2018. L'11 aprile 2019 riceve, al Parlamento europeo di Bruxelles, il Premio la Moda Veste la Pace per le attività di contrasto al razzismo nel calcio, svolte durante il suo mandato di Presidente della FIGC.
In vista delle elezioni del 22 febbraio 2021, si ricandida alla presidenza della FIGC contro il suo vice Cosimo Sibilia, presidente della Lega Nazionale Dilettanti (che lo sostiene), con l'appoggio della maggior parte dei club professionistici, dell'Associazione Italiana Allenatori Calcio e dell'Associazione Italiana Calciatori. Viene rieletto con il 73,45% dei voti. Il 20 aprile dello stesso anno, viene eletto nel comitato esecutivo della UEFA con 53 voti su 55, risultando il primo degli otto eletti.
Durante la sua presidenza, l'11 luglio 2021, la nazionale italiana si laurea campione d'Europa vincendo gli Europei 2020. Nello stesso anno partecipa, nel ruolo di se stesso, al film per la televisione Crazy for Football - Matti per il calcio, per la regia di Volfango De Biasi. Il 24 marzo 2022 la nazionale fallisce, clamorosamente, la qualificazione al campionato del mondo (nell'edizione in programma in Qatar per l'autunno seguente) per la seconda volta consecutiva, evento mai successo nella storia del calcio italiano.
Il 5 aprile 2023 viene nominato Vice Presidente della UEFA.
Il 3 febbraio 2025 viene rieletto alla presidenza della FIGC con il 98,68% dei voti.

## Premi
- Golden Foot: 1

Golden Foot Prestige: 2021